# Гаряча
Гаряча — річка у Ів'євському районі, Гродненська область, Білорусь. Права притока річки Чапуньки (басейн Німану).

## Опис
Довжина річки 12 км. Формується безіменними струмками та затокою. Річище на всьому протязі каналізоване.

## Розташування
Бере початок за 1 км на південний схід від села Шавели. Тече переважно на південний схід поміж селами Більмони та Бочешники та за 1 км на схід від села Лаздини-1 впадає у річку Чапуньку, праву притоку річки Березини.

## Цікаві факти
- У XIX столітті на річці існувало декілька водяних млинів[2].